# Gesetz über den Unterstützungswohnsitz
Mit dem Gesetz über den Unterstützungswohnsitz wurde im Deutschen Reich das Recht auf Unterstützung im Falle der Bedürftigkeit geregelt.

## Grundlagen
Der Unterstützungswohnsitz ist ein Begriff aus dem Heimatrecht. Bis zur Gründung des Norddeutschen Bundes 1867 war das Heimatrecht in den meisten deutschen Staaten Voraussetzung für die Ausübung wichtiger Rechtsbefugnisse, insbesondere das Recht auf
- Niederlassung,
- Grunderwerb,
- Ausübung eines Gewerbes,
- Eheschließung,
- Gründung eines eigenen Hausstandes,

und die
- Anwartschaft auf Unterstützung im Falle der Verarmung.

Der Erwerb des Heimatrechtes wurde in den deutschen Staaten unterschiedlich gehandhabt, so durch
- Abstammung
- Aufenthalt von bestimmter Dauer
- Entrichtung eines Einzugs- oder Bürgergeldes.[3]

Durch die Gründung des Norddeutschen Bundes und der Einführung einer Bundesgesetzgebung wurde dem Heimatrecht ein Teil seiner praktischen Bedeutung entzogen. So wurde mit dem Gesetz über die Freizügigkeit vom 1. November 1867 und dem Gesetz über die Aufhebung der polizeilichen Beschränkungen der Eheschließung vom 4. Mai 1868 viele Hemmnisse beseitigt, die den Ortsfremden von den Befugnissen des Heimatrechtes ausgeschlossen hatten. Diese neue Freizügigkeit im Gebiet des Norddeutschen Bundes bedingte auch eine Neuregelung der Unterstützung im Falle der Verarmung durch das Gesetz über den Unterstützungswohnsitz.

## Regelungen

### Unterstützungswohnsitz
Im Gesetz über den Unterstützungswohnsitz begründete sich Verpflichtung zur Unterstützung von Bedürftigen nicht mehr auf das Heimatrecht, sondern auf die Zugehörigkeit zu einem Ortsarmenverband, der als Unterstützungswohnsitz bezeichnet wurde.
Erworben wurde der Unterstützungswohnsitz durch
- Aufenthalt
- Verehelichung
- Abstammung

#### Erwerb durch Aufenthalt
- Bei Einführung des Gesetzes
  - nach vollendetem 24. Lebensjahr und 2-jährigem Aufenthalt in freier Selbstbestimmung
- Änderung mit der Novelle vom 12. März 1894:
  - nach vollendetem 18. Lebensjahr
- Änderung mit der Novelle vom 30. Mai 1908:
  - nach vollendetem 16. Lebensjahr und 1-jährigem Aufenthalt

#### Erwerb durch Verehelichung
- Die Ehefrau teilt den Unterstützungswohnsitz des Ehemannes

#### Erwerb durch Abstammung
- Eheliche und den ehelichen gesetzlich gleichstehende Kinder teilen den Unterstützungswohnsitz des Vaters
- Nach einer Scheidung teilen die ehelichen und den ehelichen gesetzlich gleichstehenden Kinder den Unterstützungswohnsitz der Mutter, wenn dieser die Erziehung der Kinder zusteht
- Uneheliche Kinder haben den Unterstützungswohnsitz der Mutter

#### Verlust
Der Verlust des Unterstützungswohnsitzes wurde hauptsächlich durch die Erwerbung eines anderen Unterstützungswohnsitzes und durch 2-jährige ununterbrochene Abwesenheit begründet.

#### Vorläufige Unterstützung
Die vorläufige Unterstützung eines Hilfsbedürftigen war durch den Ortsarmenverband zu gewähren, in dem er sich bei Eintritt der Hilfsbedürftigkeit befand. Dies galt für Bundesangehörige wie auch für Ausländer.

### Armenverbände
Als Träger der Unterstützungen für Bedürftige wurden auf der Grundlage des Gesetzes Orts- und Landarmenverbände eingerichtet.

### Streitigkeiten
Zur Schlichtung von Streitigkeiten zwischen Armenverbänden verschiedener Bundesstaaten wurde als höchste Instanz das Bundesamt für das Heimatwesen errichtet.

## Einführung
Die Einführung des Gesetzes erfolgte außerhalb des Norddeutschen Bundes:
- 1870 in Südhessen (in Kraft getreten am 1. Juli 1871)
- 1871 in Württemberg und Baden (in Kraft getreten am 1. Januar 1873)
- 1908 in Elsaß-Lothringen (in Kraft getreten am 1. April 1910)
- 1909 in Helgoland
- 1913 in Bayern (in Kraft getreten am 1. Januar 1916)